# 越中門徒
越中門徒（えっちゅうもんと）は、現在の富山県新川地域を地盤として鎌倉時代後期から安土桃山時代にかけて形成された本願寺門徒集団。

## 概要
越中国新川郡には越後国配流中の親鸞に接触した直弟子と位置付けられる越中三坊主（願海房・持専房・極性房）を指導的中心とする門徒がいたことが知られ、本願寺教団の成立に先立ち浄土真宗の独自の教線が拡大していた。
その後の蓮如等の世襲法主による布教に伴い本願寺教団の活動が北陸に浸透し「真宗王国」と呼称される以前における真宗興隆の嚆矢であり、浄土真宗の北陸布教の素地となる教義・実践基盤を備えた最初期の本願寺門徒集団を形成した。
寺基の存在した地名をもって門徒名称とした場合や、寺号をもって門徒名称とした例も見られるが、一般的には越中新川を中心とした諸寺の門徒集団の形成に特徴づけられる。

## 歴史
承元2年（1208年）、専修念仏の停止により畿内より越後国国府(現・新潟県上越市)方面に配流されていた親鸞と対面しその教えを受け、
房号・法名を与えられた越中三坊主は越中方面での他力念仏の教化布教を依託され、郡内に寺院を建立していった。
それぞれの念仏者は、
- 新川郡下条郷水橋舘（現・富山市水橋）の極性寺
- 新川郡梅沢（現・滑川市梅沢）の持専寺
- 新川郡栃津（現・中新川郡立山町栃津）の願海房

を拠点として門徒集団を形成し、門徒の理論的支柱となりその布教実践を推進する存在として機能したとされる。
正中元年（1324年）、極性房を開基とする極性寺は水橋より滑川に移転していることが記録されており、
以降、越中三坊主の実在性や越中国新川郡を中心とした真宗布教の実態が複数の文献より示されていく。
県内最古とされる真宗寺院文書である『極性寺暦代略記』には、往古、新川郡下条郷水橋館に寺基を構え、正中元年（1324年）に水橋より滑川、延文元年（1356）に滑川より新川郡市江、さらに応永元年（1394）に市江より宮河庄友杉、
その後、永正元年（1504）友杉より布目、天文三年（1534）布目より婦負郡打出町に寺基を移転した記録があり、14世紀前半から16世紀にかけて新川郡から婦負郡に至る海浜部における布教活動が継続して展開されていた。
延文5年（1360年）、本願寺三代覚如の長男存覚の『存覚袖日記』には越後国頚城郡柿崎庄（現・新潟県上越市柿崎）に住む教浄房が持参した本尊軸に、
存覚が「越中国水橋門徒 越後国柿崎住人尼浄円本尊也」と裏書を行ったと記録されており、本願寺へ越中水橋門徒を名乗る門徒子孫による道場の運営・先代からの継承の在り方について具体的な記録の提出があることにより

、13世紀半ば以前には越中門徒の教線が布教可能な集団として成立しており、北東部に延長されていたと考えられている。
明応7年（1498年）に、本願寺九世実如は「持専寺門徒新川郡滑川之内田中村（現・滑川市田中）西光寺釈浄信」に、
永正2年（1505年）に「持専寺門徒新川郡太田保赤峅（現・富山市太田）　釈道浄」にそれぞれ阿弥陀如来絵像を下付しており、その後の元和五年（1619）年には浄蓮寺本尊阿弥陀如来絵像・蓮如絵像裏書に「持専寺門徒満徳寺下、婦負郡上熊野村（現・富山市上熊野）浄蓮寺」とあり、持専寺も越中国内の浄土真宗寺院では早期に独自の門徒をもって教線を富山平野南部に向けて伸張していたことより、新川郡内では真宗草創期以来の本願寺門徒集団としての地縁的な教線を展開し、本願寺との連絡も行っていたことが推測される。
天正8年（1580年）、本願寺が石山合戦で和睦した後、羽柴秀吉によって門主となった准如をさしおいて、門主を解任された教如に依頼して本尊等の法物を下付されていた寺院を取り締まるため、前田利家は黒部生地の専念寺住職の正宗と入善町青木村の新蔵を処刑したとされる。正宗の兄弟であった持専寺住職は晒首となった両人の首を持って逃亡し、このことが因となって越中における有力寺院であった持専寺は一旦消滅し、常楽寺に吸収されその通寺となった。
現在に至り、極性寺が大谷派、持専寺・願海房は本願寺派の所属となっている。

## 教線
初期の動向をみると、越中国新川郡内での布教にほぼ完結しつつ、近隣の郡部において拡散的に門徒や寺院の存在が確認される。

## 道場
各集団ともに法脈の継承・道場の運営は門徒や布教地域の実情に合わせた判断をしていた。
門徒内の運営上の課題や疑問が生じた際は、個々の道場や寺院が直接本願寺と連絡を行っていた例が見られる。

## 関連施設
- 極性寺
- 持専寺
  - 常楽寺（持専寺を吸収・管轄）
- 願海寺

## 註釈
1. ↑  系図：寂証(13C半ば?)-寂心(1288-1346年)-浄円(教浄房の夫・故人)[2]、教浄房が持参した本尊軸は法然・親鸞・如信・覚如の4祖を描いた先徳連座像で、本願寺以外にこのような連座像が存在しないことから、
本流である越中水橋門徒は早期の本願寺系の門徒であったと推測されている[3]。